# Lomanius carinatus
Lomanius carinatus is een hooiwagen uit de familie Podoctidae.